# Giuseppe Oliveri
Giuseppe Oliveri (Campo Ligure, província de Gènova, 28 de febrer de 1889 - Varazze, província de Savona, 22 de maig de 1973) va ser un ciclista italià que fou professional entre 1912 i 1928 i que va combinar la carretera amb la pista.
Els seus primers anys com a ciclista foren a Marsella, on destacà com a bon pistard, però la Primera Guerra Mundial va tallar la seva progressió. En carretera destaca una victòria d'etapa al Giro d'Itàlia de 1920 i una tercera posició a la Milà-Sanremo de 1919.

## Palmarès
- 1920
  - Vencedor d'una etapa al Giro d'Itàlia
- 1921
  - 1r a Le Mont Faron-Ligne

### Resultats al Giro d'Itàlia
- 1920. Abandona. Vencedor d'una etapa